# Югантово
Югантово (рос. Югантово) — присілок у Кінгісеппському районі Ленінградської області Російської Федерації.
Населення становить 51 особу. Належить до муніципального утворення Вистинське сільське поселення.

## Історія
Згідно із законом від 28 жовтня 2004 року № 81-оз належить до муніципального утворення Вистинське сільське поселення.

## Населення
| 1838 | 1848 | 1857 | 1862 | 1882 | 1885 | 1899 |
| ---- | ---- | ---- | ---- | ---- | ---- | ---- |
| 96   | ↘94  | →94  | ↗101 | ↗116 | ↗124 | ↗171 |
| 1997 | 2007 | 2010 | 2017 |      |      |      |
| ↘74  | ↘64  | ↘56  | ↘51  |      |      |      |